# Tatra 401

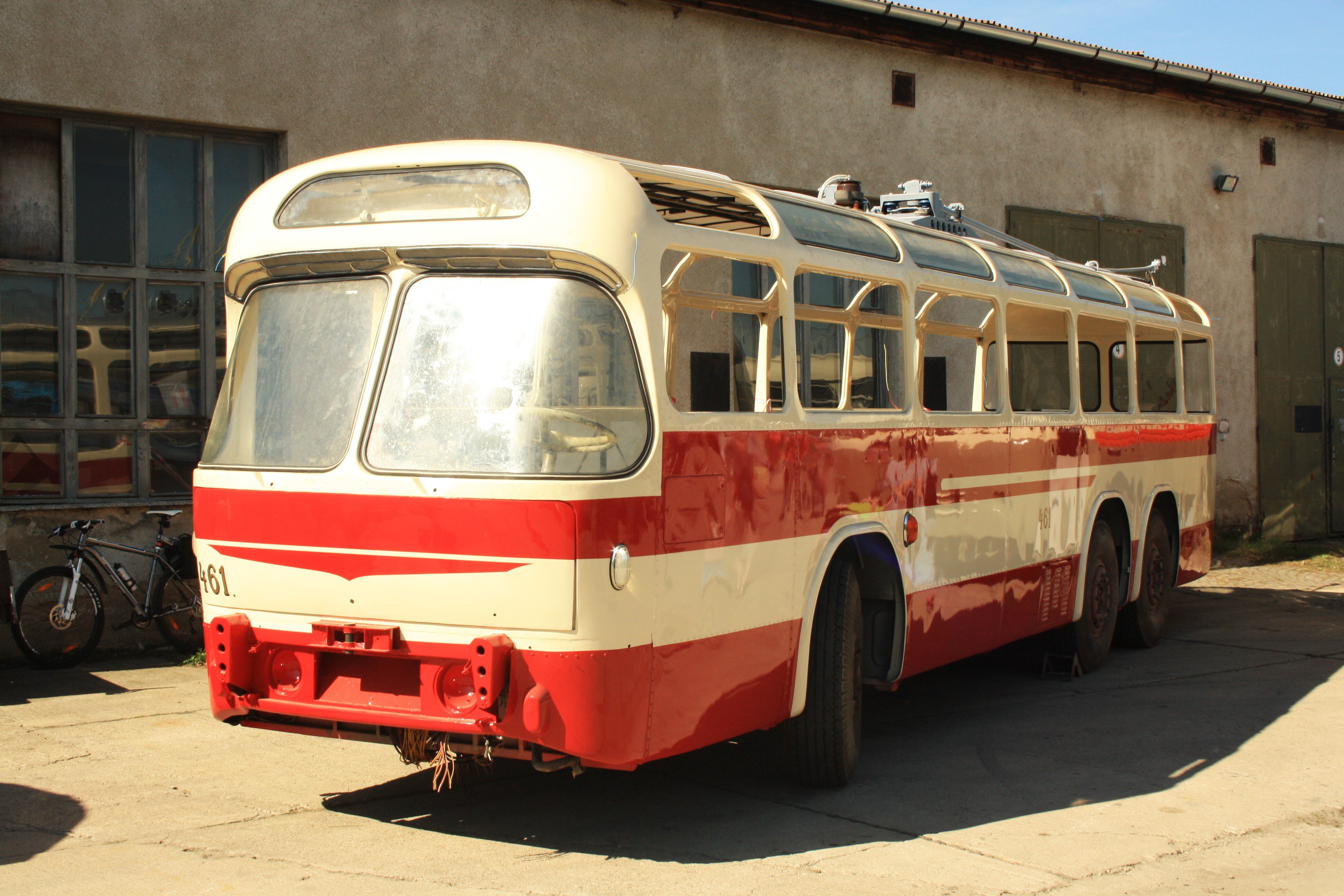
Tatra 401 v průběhu renovace

Tatra 401 je model československého trolejbusu, který byl vyroben v jednom kuse ve druhé polovině 50. let 20. století.

## Konstrukce
Výrobci trolejbusu Tatra 401, následovníka úspěšného typu Tatra 400, je několik společností: podvozek vznikl v podniku Tatra Kopřivnice, elektrická výzbroj byla vyrobena v závodě Trakce pražského podniku ČKD a ve vysokomýtské Karose byla vyrobena karoserie (vůz zde byl rovněž zkompletován).
T 401 byl zamýšlen jako základní typ unifikované řady trolejbusů (standardní T 401, kloubový T 402 a malý T 403), tyto plány ale byly zrušeny a vyroben tak byl pouze jediný prototyp vozu T 401.
T 401 je třínápravový trolejbus se dvěma zadními hnacími nápravami, vybaven však byl pro Tatru netypickými tuhými nápravami se samostatným odpružením každé z náprav dvěma páry listových pružin, doplněnými pákovými tlumiči. Toto poměrně měkké odpružení dostalo označení Duo-Flex. T 401 měl celokovovou samonosnou karoserií moderního a odvážného designu, která byla uchycenou na rám podvozku. Především svou přední částí s vysokými panoramatickými skly a nad nimi přetáhnutou střechou připomíná tento trolejbus spíše tramvaje,  V pravé bočnici karoserie se nacházely troje skládací dveře ovládané elektropneumaticky (přední trojkřídlé, ostatní čtyřkřídlé). Laminátové sedačky byly umístěny v interiéru příčně, variantně ale mohlo být použito i uspořádání podélné.
Trolejbus měl čtyři trakční sériové motory; šlo o tramvajové motory, které byly upraveny pro potřeby trolejbusu. Každý motor poháněl jedno kolo zadních náprav, takže při sériově-paralelním elektrickém propojení motorů trolejbus nepotřeboval diferenciály. Tatra se tak při celkovém konstrukčním návrhu vrátila k originálnímu řešení použitému už u trolejbusu Tatra 86. T 401 byl rovněž vybaven motorgenerátorem, který dobíjel akumulátorové baterie.

## Prototyp
Prototyp a zároveň jediný vyrobený trolejbus Tatra 401 vznikl v roce 1958. V letech 1958 až 1960 byl podroben rozsáhlým porovnávacím zkouškám v Praze s trolejbusy Škoda. Po ukončení těchto testů bylo rozhodnuto vyrábět menší dvounápravové trolejbusy Škoda a výroba těchto dopravních prostředků v Tatře byla ukončena. Prototyp T 401 se tak stal posledním vyrobeným „tatrováckým“ trolejbusem. Po srovnávacích zkouškách byl v roce 1960 předán pražskému dopravnímu podniku, kde obdržel evidenční číslo 461. Ovšem již následující rok byl vyřazen a odprodán Tatře Kopřivnice. Vrak trolejbusu byl v roce 1975 převeden do brněnského Technického muzea. V polovině 80. let prodělal vůz částečnou renovaci v ostravském dopravním podniku. V tomto stavu je tento unikátní prototyp dosud.

## Provoz
V roce 1958 byl vyroben jediný vůz.
| Současný stát | Město | Článek | Typ | Roky dodávek | Počet vozů | Evidenční čísla při dodání | Poznámky | Zdroj |
| ------------- | ----- | ------ | --- | ------------ | ---------- | -------------------------- | -------- | ----- |
| Česko         | Praha | článek | 401 | 1960         | 1 kus      | 461                        |          |       |

## Historické vozy
- Brno (ve sbírce Technického muzea pražský vůz ev. č. 461)